# 키릴 메레츠코프
키릴 아파나시예비치 메레츠코프(러시아어: Кирилл Афанасьевич Мерецков, 1897년 6월 7일 ~ 1968년 12월 30일)는 제2차 세계 대전 당시 야전군 지휘관이었으며, 소련이 일본에 선전포고를 한 후에는 극동군을 이끌고 참전하여 만주에서 일본 관동군을 격파하고 한반도 북부에도 진주했다.

## 성장과정
메레츠코프는 모스크바의 남동쪽 랴잔에서 농부의 아들로 태어났다. 1916년 6월에 러시아 제국군에 자원입대하여 정비병으로 복무했으나, 1917년 8월에 볼셰비키 당원이 되었다. 이듬해인 1918년에 붉은 군대에 입대했고, 붉은 군대의 전신인 적위대에서 참모장이 되었다. 내전 중에 군사학교에 입학했으나 여러 차례 전투에 투입되어 졸업하는데 시간이 걸려 1921년에 졸업했다.
1924년부터 1931년까지 모스크바 군관구에서 근무했으며, 1936년 에스파냐 내전이 발발하자 1년여간 군사고문관으로 공화파를 지원했다. 1937년에 귀국한 메레츠코프는 1939년에 레닌그라드(상트페테르부르크) 군관구 사령관으로 임명되었다. 이 시기에 소련군은 대숙청의 홍역을 치렀지만, 메레츠코프는 별 탈 없이 넘겼다.

## 겨울전쟁
소련은 그 해 12월에 보로실로프를 사령관으로 하여 핀란드와 전쟁을 시작했다. 핀란드의 접경지대인 레닌그라드 군관구를 맡고 있던 메레츠코프도 이 전쟁에 참전한다. 그러나 전쟁은 12월 중순에 이르러 모티 전술과 같은 효율적인 전투 방식을 개발한 핀란드군에게 엄청난 손실을 입게 되었다. 손실에 대한 비난에서 야전군 지휘관인 메레츠코프도 자유로울 수는 없지만, 그 책임은 메레츠코프의 탓으로만 할 수도 없는 문제였다. 이 무렵 소련군은 전략적 지침도 존재했고, 당시 서방과 다른 군사전략을 수립하고 있었지만, 대숙청의 여파로 경험 부족의 장군 및 장교들이 지휘하는 사단급 및 그 이하 제대의 전술 수행 능력과 전투 능력 자체에 문제가 심각했기 때문이다.
어쨌거나 스탈린은 메레츠코프를 다시 7군 사령관에 임명하여 다시 한 번 전쟁을 지휘하도록 했다. 세묜 티모셴코가 보로실로프를 대신하여 레닌그라드군관구 사령관이 되어 전쟁을 총지휘하게 되었다. 1940년 2월, 소련군은 재차 공세를 가했고, 이번에는 크게 승리했다. 메레츠코프도 소련 국가영웅 칭호를 수여받았고 더 나아가 총참모장이 되었고, 방위위원회 멤버가 되었다.

## 독소전쟁
1941년 6월 22일, 바르바로사 작전으로 독일이 소련을 침공하자 메레츠코프는 소련군 최고사령부인 스타브카(STAVKA)의 구성원이 되었고 독일군의 진격을 저지하는 노력을 계속 경주했다. 그러나 1941년 9월 NKVD 수장인 라브렌티 베리야가 그를 반역자로 체포했다. 체포된 메레츠코프는 10월까지 구금되었고, 감옥에서 심한 고문을 당했다. 하지만, 유능한 장군이 부족했던 스탈린은 그를 석방시켰고, 12월에 북쪽의 볼크호프(Volkhov) 전선군 사령관으로 임명되어 1944년 2월까지 그 자리를 지켰다.
볼크호브 전선군 사령관으로서 메레츠코프는 북쪽 방면의 독일군 북부집단군의 진격을 저지하고, 레닌그라드가 완전히 포위되는 것을 막을 수 있었다(레닌그라드는 라도가 호수를 통해 소량의 보급품을 어느 정도 공급받을 수 있었다). 메레츠코프와 볼크호프 전선군은 레오니트 고보로프가 지휘하는 레닌그라드 전선군과 협동으로 독일군의 포위망을 깨고자 노력했고, 마침내 1943년 2월, 두 전선군은 시니아비노(Siniavino)에서 서로 연결되었다. 이후 두 전선군은 독일군을 서쪽으로 몰아내고 레닌그라드 포위망을 깨기 위한 일련의 공세를 개시했다. 이 시도들은 1944년 2월에 마무리되었다.

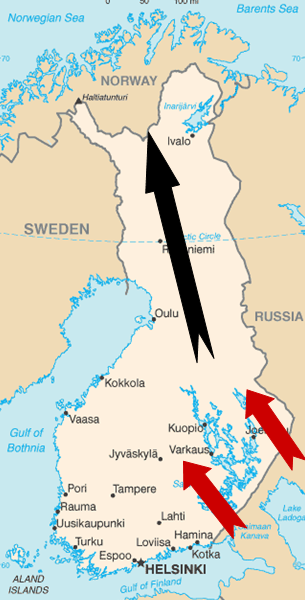
1944년 핀란드 전선. 붉은 색 화살표는 소련군의 진격이고, 검은색은 독일군의 후퇴다.

1944년 2월, 메레츠코프는 볼크호브 전선군을 떠나 더 북쪽의 카렐리안 전선군으로 부임했다. 여기서는 그는 핀란드를 공격하려는 고보로프의 레닌그라드 전선군을 지원했다. 10월, 메레츠코프는 핀란드 북부를 통해 노르웨이로 철수하는 독일군을 추격했다. 10월, 메레츠코프는 핀란드 북부의 페차모를 쓸어버리라는 명령을 받아 그가 가진 극지전에 관한 지식을 활용하여 페차모-키르케네스 작전(Petsamo-Kirkenes Operation)을 실시했다. 이 작전으로 독일군은 완전히 밀려났으며, 이 공로로 메레츠코프는 원수로 승진했다.
왼쪽 지도에서 붉은 화살표는 소련군의 공격 방향이며, 검은색은 독일군의 후퇴 방향이다. 스웨덴이 나름대로 야무진 군대를 가진 중립국인데다가 독일의 주요한 철광석 공급원인 관계로 독일군은 스웨덴을 거칠수 없었고 핀란드를 관통하여 노르웨이로 철수해야 했다. 붉은 화살표중 위쪽의 것이 메레츠코프이다.
소련은 노르웨이까지 독일군을 추격할 심산이었으나, 전후 처리 문제에서 소련이 노르웨이를 장악하는 것을 영국이 가만히 두고만 보고 있지 않을 것이라는 생각에 스탈린은 노르웨이-핀란드 국경에서 진격을 중지시켰다. 이후 종전 때까지 이 전선은 큰 전투없이 지나갔다. 그러나 메레츠코프에게는 다른 임무가 주어졌다.

## 만주 전략공세작전
메레츠코프의 다음 부임지는 만주였다. 소련이 일본에 선전포고를 하자, 메레츠코프는 1 극동전선군을 이끌고 만주 전략공세작전이라는 작전명으로 만주를 공격했다. 메레츠코프의 부대는 손쉽게 관동군을 격파했다. 이미 1938년 노몬한 사건에서 게오르기 주코프가 일본 관동군을 무참하게 격파한 적이 있었다. 게다가 이 무렵의 소련군은 독일과 4년간 격전을 치르면서 단련된데다가 걸작 T-34/85로 대표되는 기갑 전력 또한 일본을 충분히 압도했다. 메레츠코프는 만주를 거쳐 한반도 북부에도 진주했다. 평양에 입성한 25군 및 치스차코프 25군 사령관도 메레츠코프의 휘하였다. 이후 메레츠코프는 소련군이 철수할 때까지 극동군관구 사령관으로서 군정사령관 치스차코프를 지휘했다.

## 전후
전쟁 후 메레츠코프는 극동군관구 사령관직을 수행한 후 여러 군관계 요직을 두루 거쳤으며, 1968년 12월 30일에 사망했다. 그의 시체는 화장되어 현재 크렘린 궁에 묻혀 있다.
메레츠코프는 제2차 세계 대전 중 가장 유능한 장군들 중 한 명으로 평가되고 있다고 하며, 소련 국가 영웅 호칭을 비롯하여 가장 많은 훈장을 받은 인물 중 한 명이다. 러시아군 전차학교는 현재 그의 이름을 따서 붙여졌고, 모스크바, 노보고로드를 비롯한 여러 도시에 그의 이름을 딴 거리가 존재한다.

## 참고 자료
- Edwards, Robert (2006). 《White Death: Russia's War on Finland 1939–40》. London: Weidenfeld & Nicolson. ISBN [[Special:BookSources/978-0-297-84630-2 |978-0-297-84630-2 [[분류:유효하지 않은 ISBN을 사용하는 문서]]]] |isbn= 값 확인 필요: invalid character (도움말).
- Glantz, David M. (2002). 《The Battle for Leningrad 1941–1944》. Kansas University Press. ISBN 0-7006-1208-4.
- (핀란드어) Manninen, Ohto (2008). 《Miten Suomi valloitetaan : Puna-armeijan operaatiosuunnitelmat 1939–1944》. Helsinki: Edita. ISBN 978-951-37-5278-1. (How to conquer Finland : Operational plans of the Red Army 1939-1944)
- Trotter, William R. (2002, 2006) [1991]. 《The Winter war: The Russo–Finnish War of 1939–40》 5판. New York (Great Britain: London): Workman Publishing Company (Great Britain: Aurum Press). ISBN 1-85410-881-6. First published in the United States under the title A Frozen Hell: The Russo–Finnish Winter War of 1939–40
- Исаев, Алексей Валерьевич (2006). 《Краткий курс истории ВОВ. Наступление маршала Шапошникова (in Russian)》. М. Яуза, Эксмо. ISBN [[Special:BookSources/5-699-14384-0 |5-699-14384-0 [[분류:유효하지 않은 ISBN을 사용하는 문서]]]] |isbn= 값 확인 필요: invalid character (도움말).
- Исаев, Алексей Валерьевич (2004). 《Десять мифов Второй мировой (in Russian)》. М. Яуза, Эксмо. ISBN 5-699-07634-4.[깨진 링크(과거 내용 찾기)]
- “Мерецков К. А.” [Meretskov K. A.]. 《warheroes.ru hosts data about all persons awarded the Hero of Soviet Union or Hero of Russia titles》. 2010년 12월 4일에 확인함.